# グロリア・ヘミングウェイ
グレゴリー・ハンコック・ヘミングウェイ（Gregory Hancock Hemingway、1931年11月12日 - 2001年10月1日）は、アメリカ合衆国の作家アーネスト・ヘミングウェイの三男（末っ子）である。後年にはグロリア・ヘミングウェイ(Gloria Hemingway)と名乗った。
運動神経がよく、射撃の名手だったグレゴリーは、父の作品に登場する典型的なヒーローに憧れ、アフリカでプロのハンターとしての訓練を受けた。しかし、アルコール依存症のためにハンターの資格を取得することができなかった。
グレゴリーは父親と長い間確執があった。これは、1951年、グレゴリーの薬物摂取と最初の好ましくない結婚が原因で、両親の間に口論が起こったことに端を発する。その翌日、母はストレスが原因で亡くなった。1976年に発刊しベストセラーとなった父親についての回想録"Papa: A Personal Memoir"には、彼自身の悩みが反映されているとの見方もある。グレゴリーには女性の服を着る習慣があり、同書ではこれは性同一性障害によるものだとしている。

## 若年期
ミズーリ州カンザスシティで1931年11月12日に生まれた。母はアーネスト・ヘミングウェイの2番目の妻のポーリン・ファイファーである。子供の頃は「ジジ」(Gigi)や「ジグ」(Gig)と呼ばれ、親しい人によると、運動神経が良く、射撃の名手だったという。大人になってからは、グレッグ(Greg)という名前を好んで使っていた。コネチカット州のプレップスクールであるカンタベリー・スクールに通い、1949年に卒業した。その後、アナポリスのセント・ジョンズ・カレッジを1年で中退し、航空機の整備士として働いた後、1951年にカリフォルニアに移り住んだ。
グレッグは父親の意に反して結婚した。また、違法な薬物摂取で逮捕されたこともある。1951年10月、生母のポーリン・ファイファーは、父アーネストと息子のことで電話で口論した翌日に亡くなった。アーネスト・ヘミングウェイの伝記作家マイケル・レイノルズによれば、「（2人の）会話は非難、責任転嫁、暴言、そして全般的な誤解に発展した」という。ポーリンの死因は高血圧だったが、検死の結果、「異常な量のアドレナリンを分泌し、極度の高血圧を引き起こす」という珍しい腫瘍に苦しんでいたことが判明した。アーネストはポーリンの死をグレゴリーのせいにし、グレゴリーはその非難に心を痛めていた。グレゴリーとアーネストが話をするのはそれよりも何年も前のことで、グレゴリーは生きている間に父と合うことは二度となかった。
グレゴリー・ヘミングウェイは父からの非難から逃げるようにアフリカに渡り、酒を飲みながら象を撃っていた。その後3年間、プロのハンターの見習いとしてアフリカに滞在したが、飲酒のためにハンターとしてのライセンスを取得できなかった。1950年代にはアメリカ陸軍に一時的に入隊したり、精神疾患を患って施設に収容され、電気けいれん療法の治療を数十回を受けたりした。象を撃っていた時期のことについて、「もっと殺すためにアフリカに戻った。なぜかそれが治療になった」と書いている。それから10年近く経った1960年、医学の勉強を再開し、父に反論するだけの力を身に着けた。グレゴリーは父に手紙を書き、母の死の医学的事実を詳細に説明し、母の死の原因は父アーネストだと結論づけた。翌年、アーネスト・ヘミングウェイが自殺し、グレゴリーは再び親の死に対する罪悪感に悩まされた。
1964年、グレゴリーはマイアミ大学医学部で医学博士号を取得した。

## アーネスト・ヘミングウェイとの関係

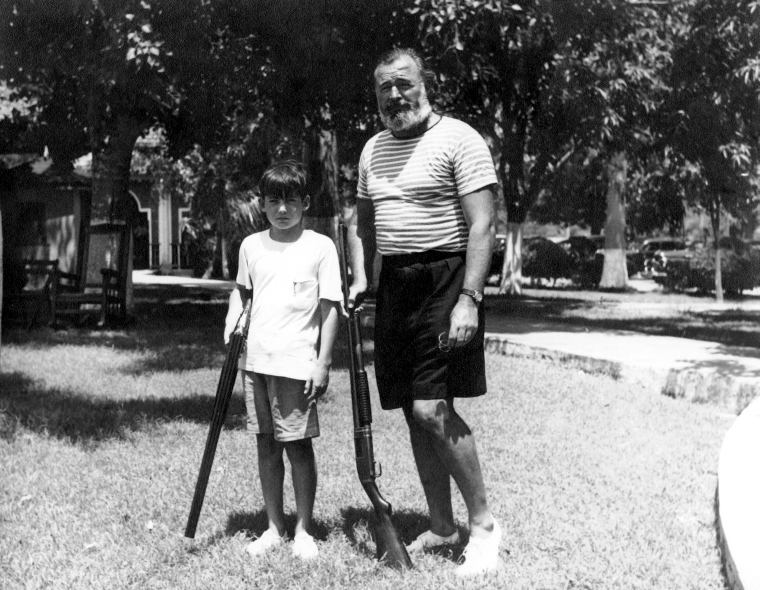
1943年頃、キューバのクラブ・デ・カザドールズでハトを撃つアーネストとグレゴリー

グレゴリーと父アーネスト・ヘミングウェイは、グレゴリーが19歳の頃から長年にわたって疎遠になっていた。
和解の試みとして、1954年10月にアーネストがノーベル文学賞を受賞したときにグレゴリーは祝電を送り、アーネストは賞金のうち5000ドルをグレゴリーに贈った。その後、二人は断続的に連絡を取り合っていた。
グレゴリーは、父の人生と二人の緊張した関係を描いた短編"Papa: A Personal Memoir"（日本語訳題『パパ―父ヘミングウェイの想い出』）を執筆し、1976年に出版されたこの本はベストセラーとなった。ノーマン・メイラーは序文で「ここには奴隷的なものは何もない....、一度だけ、ヘミングウェイについての本を読んで、彼を好きかどうか決めるのはそれからでもいい」と書いた。『ニューヨーク・タイムズ』紙は、この本を「小さな奇跡」と評し、「芸術的な省略法」で、「悪意のある薄い刃」により「華やかでロマンチックな冒険」を表現していると述べた。グレゴリーは、「私が本当になりたかったのは、ヘミングウェイのヒーローだった」と書いている。父については、「私が記憶しているその男は、親切で優しく、広大な中にも要素があり、耐えられないほど苦しめられていた。私たちはいつも彼をパパと呼んでいたが、それは恐怖ではなく愛からだった」と書いている。グレゴリーは父の言葉を引用して「自分の運は自分で作るものだ、ジグ」、「良い敗者になるにはどうしたらいいか知っているか? 練習だ」と書いた。『タイム』誌は、この本の作家の「がさつさ」を批判し、彼の作品を「未整理の鬱憤と悲痛な愛の苦いごった煮」と呼んだ。グレゴリーの娘のロリアンは『タイム』誌への手紙で、この本に関して「著者がどのような人なのかを知りたい。8年も会っていない。実際のコミュニケーションではなく、記事やゴシップ欄を読むことで彼のことを知るのは悲しいことだと思う」と書いている。

## 中年期
グレゴリーは生涯に4回結婚し、パトリック、エドワード、ショーン、ブレンダン、ヴァネッサ、マリア、ジョン、ロリアンの8人の子供をもうけた。3番目の妻となった、アーネスト・ヘミングウェイの秘書だったヴァレリー・ダンビー＝スミス(Valerie Danby-Smith)との結婚生活は、約20年に及んだ。4番目の妻のアイダ・メイ・ガリヤー(Ida Mae Galliher)とは結婚から3年後の1995年に離婚したが、その後も同棲を続け、1997年に再婚した。
1972年、グレゴリーの幼少期のテニスコーチであり当時の恋人だったマヤ・ロッドマンは、著書『勇敢な雄牛の生と死』をグレゴリーに捧げた。
グレゴリーは、1970年代から1980年代にかけて、最初はニューヨークで、その後はモンタナ州のフォート・ベントンで医師として、後にはモンタナ州ジョーダンを拠点にガーフィールド郡の医療担当者として医療活動を行っていた。1988年、モンタナ州当局は、アルコール依存症を理由に医師免許の更新を拒否した。グレゴリーは長年にわたり、双極性障害、アルコール依存症、薬物乱用と戦ってきた。

## 性自認
グレゴリーは長年に渡り、自分は性同一性障害であると主張していた。何度も女性の服を着ていた。妻のヴァレリーは次のように書いている。
グレッグは生涯、この厄介な病気との負け戦を続けました。両親が彼の病状を受け入れることができなかったため、早期に重要な援助を受けることができませんでした。また、長い間、自分自身でも病状を受け入れることができなかったため、治療法、あるいは少なくとも慰めを見つけることを願って医学の研究を始めました。それに失敗すると、彼は別の人格を作りました。つまり、父の息子であるという耐え難い責任や、期待されていることや自分自身に期待していることに決して応えられないことから逃れるための人格です。
グレゴリーは1973年には性別適合手術を検討していた。1995年に手術を受け、グロリアという女性名を時々使うようになった。手術を受けたにもかかわらず、グレゴリーは男性として生活し、1997年にワシントン州でギャリアーと再婚した。
グレゴリーの公的な人格は男性のままであった。その年の7月には、イリノイ州オークパークで開催されたアーネスト・ヘミングウェイ生誕100周年記念イベントに出席している。また、アーカンソー州ピゴットの母の実家にあるヘミングウェイ・ファイファー博物館が1999年7月4日にオープンした際には、その落成式でスピーチを行っている。
グレゴリーの男性から女性への移行は、死の前に叶えたかった長い道のりだった。一旦片方の乳房に豊胸手術を受けたが、それを元に戻した。時々女性の服装をしていたが、男性の格好で地元の酒場に通い、常連客からも完全な男性だと見られていた。死の数日前に逮捕されたとき、警察には当初はグレッグ・ヘミングウェイと名乗り、その後、グロリアと名乗った。

## 死去
2001年10月1日、高血圧と心血管疾患により、マイアミ・デイド女性拘置所で死去した。死の数日前に猥褻行為と公務執行妨害により逮捕され、当日、裁判所に出廷する予定だった。グレゴリーは、10年以上前からフロリダに住んでいた。
ほとんどの死亡記事では「グレゴリー」と呼ばれていたが、『タイム』誌は短い死亡記事で「グロリア・ヘミングウェイ、69歳、小説家アーネスト・ヘミングウェイの息子から性転換して娘になった」と紹介し、アーネスト・ヘミングウェイがかつてグレゴリーに関して「私以外の家族の中で最大の暗部」と言ったことを紹介した。遺体は、アイダホ州ケッチャムの墓地で、父と異母兄のジャックの隣に埋葬されている。墓石には"Dr. Gregory Hancock Hemingway 1931-2001"と書かれている。
グレゴリーは2つの遺言を残した。1つは、700万ドルの遺産のほとんどを最後の妻であるガリヤーに相続するというものである。もう1つの遺言は、遺産の大半を子供達に相続するというものである。子供達は、フロリダ州では同性婚が認められていないため、ガリヤーは法的にはグレゴリーの未亡人ではないと主張し、ガリヤーを相続人とした遺言に異議を唱えた。最終的に両者は非公開の和解に至った。

## 子供
娘のロリアンは、1999年に出版された"Walk on Water: A Memoir"の中で父について書いている。
息子のエドワードは芸術家で、児童書"Bump in the Night"と"Bad Apple"の絵と文を担当した。
息子のジョンは、回顧録"Strange Tribe: A Family Memoir"を執筆した。
息子のパトリックは、プロの写真家で、カナダのブリティッシュコロンビア州バンクーバーを拠点に活動している。
息子のショーンは、ニューヨークのメトロポリタン美術館でギリシャ・ローマ美術のキュレーターを務めている。